# Lisors
Lisors település Franciaországban, Eure megyében. Lakosainak száma 299 fő (2022. január 1.). Lisors Coudray, Lyons-la-Forêt, Mesnil-Verclives, Puchay és Touffreville községekkel határos.

## Népesség
A település népességének változása:
| Lakosok száma | 250  | 264  | 274  | 367  | 348  | 349  | 350  | 329  | 319  | 299  |
|               | 1968 | 1982 | 1990 | 2006 | 2013 | 2015 | 2017 | 2019 | 2020 | 2022 |